# غلوريا لونش
غلوريا لونش (بالإسبانية: Gloria Lynch)‏ هي ممثلة تشيلية، ولدت في 20 ديسمبر 1919 في سانتياغو في تشيلي، وتوفيت بنفس المكان في 14 يونيو 1993.

## وصلات خارجية
- غلوريا لونش على موقع IMDb (الإنجليزية)